# یواس‌اس ایمپلیسیت (ای‌ام-۲۴۶)
یواس‌اس ایمپلیسیت (ای‌ام-۲۴۶) (به انگلیسی: USS Implicit (AM-246)) یک کشتی بود که طول آن ۱۸۴ فوت ۶ اینچ (۵۶٫۲۴ متر) بود. این کشتی در سال ۱۹۴۳ ساخته شد.